# Bröd & Salt
Bröd & Salt är en svensk kafékedja med kaféer främst i Storstockholm. Företaget grundades 2011.
År 2024 hade kedjan 24 kaféer varav 23 i Stockholm och ett i Uppsala.